# Reinado Internacional del Café 2015
Reinado Internacional del Café 2015 fue la XLIV edición del certamen Reinado Internacional del Café, el cual se realizó el 10 de enero de 2015 en Manizales, Colombia. Al evento asistieron 24 candidatas de diferentes países del mundo. Al final del evento, la reina saliente Priscila Durand de Brasil coronó a Yuri Uchida de Japón como su sucesora.

## Resultados
| Posición                             | Candidata                       |
| ------------------------------------ | ------------------------------- |
| Reina Internacional del Café 2015    | - Japón - Yuri Uchida           |
| Virreina Internacional del Café 2015 | - Portugal - Márcia Assunção    |
| 1.ª Princesa                         | - Venezuela - Yulibeth Angarita |
| 2.ª Princesa                         | - Brasil - Vitória Bisognin     |
| 3.ª Princesa                         | - Haití - Yvanna Jean-Baptiste  |

## Premios Especiales
| Premio                 | Candidata                          |
| ---------------------- | ---------------------------------- |
| Mejor Rostro           | - Japón - Yuri Uchida              |
| Mejores Piernas        | - Chile - Karla Quidel             |
| Mejor Cabello          | - Brasil - Vitória Bisognin        |
| Mejor Catadora de Café | - Chile - Karla Quidel             |
| Reina de la Policía    | - Portugal - Marcia Gomes Assunçao |

### Reina de la Policía
| Posiciones                       | Delegadas                                                                                        |
| -------------------------------- | ------------------------------------------------------------------------------------------------ |
| Reina de los Carabineros 2015    | - Portugal - Marcia Gomes Assunçao                                                               |
| Virreina de los Carabineros 2015 | - Argentina - María Fernanda Badaracco                                                           |
| Top 5                            | - Colombia - Connie Ojeda - República Dominicana - Leslye Santos - Venezuela - Yulibeth Angarita |

### Mejor Catadora de Café
| Posiciones             | Delegadas                   |
| ---------------------- | --------------------------- |
| Mejor Catadora de Café | - Chile - Karla Quidel      |
| 2.do Lugar             | - Colombia - Connie Ojeda   |
| 3.er Lugar             | - Brasil - Vitória Bisognin |

## Candidatas
23 candidatas participan en el certamen.
| País                 | Candidata                          | Edad | Estatura | Residencia                 |
| -------------------- | ---------------------------------- | ---- | -------- | -------------------------- |
| Alemania             | Katharina Rodin                    | 18   | 1.72 m   | Frankfurt                  |
| Argentina            | María Fernanda Badaracco           | 23   | 1.70 m   | Esperanza                  |
| Bahamas              | Sade Nataly Colebrook              | 18   | 1.67 m   | Freeport                   |
| Bolivia              | Eloísa Gutiérrez Rendón            | 19   | 1.73 m   | Sucre                      |
| Brasil               | Vitória Machado Bisognin           | 22   | 1.74 m   | Santa Maria                |
| Canadá               | Kesiah Kathleen Liane Papsasin     | 23   | 1.71 m   | Toronto                    |
| Chile                | Karla Solange Bovet Quidel         | 21   | 1.79 m   | Santiago                   |
| Colombia             | Connie Lorena Daniela Ojeda Sierra | 20   | 1.67 m   | Cundinamarca               |
| Costa Rica           | Jéssica Melania González Monge     | 24   | 1.76 m   | San José                   |
| El Salvador          | Patricia Elena Batlle Aparicio     | 21   | 1.74 m   | La Paz                     |
| Guatemala            | Claudia María Herrera Morales      | 22   | 1.67 m   | Ciudad de Guatemala        |
| Haití                | Yvanna Jean-Baptiste               | 23   | 1.70 m   | Departamento Sudeste       |
| Honduras             | Paola Alejandra Sarras González    | 19   | 1.70 m   | Danlí                      |
| Japón                | Yuri Uchida                        | 25   | 1.71 m   | Kagawa                     |
| México               | Maritza Guadalupe León García      | 22   | 1.66 m   | Tabasco                    |
| Nicaragua            | Stefanía de Jesús Alemán Cerda     | 22   | 1.70 m   | Masatepe                   |
| Panamá               | Marisel Franco González            | 18   | 1.75 m   | Mariato                    |
| Paraguay             | Isabel Soloaga Irala               | 20   | 1.73 m   | Itapúa                     |
| Perú                 | Cynthia Lucía Toth Montoro         | 23   | 1.73 m   | Lima                       |
| Portugal             | Marcia Milene Gomes Assunçao       | 19   | 1.76 m   | Santo Antão                |
| Puerto Rico          | Kaylee Yeamzie Quintana Ortíz      | 18   | 1.75 m   | Añasco                     |
| República Dominicana | Leslye Santos Vargas               | 24   | 1.75 m   | Santiago de los Caballeros |
| Venezuela            | Yulibeth Jasmil Angarita Serrano   | 23   | 1.81 m   | Caracas                    |

## Participaciones en otros certámenes
Miss Mundo:
- 2015:  Nicaragua - Stefanía de Jesús Alemán

Miss Tierra:
- 2014:  Bolivia - Eloísa Gutiérrez Rendón (2 medallas de plata)

Miss Internacional:
- 2014:  Alemania - Katharina Rodin
- 2014:  Canadá - Kesiah Papsasin
- 2014:  Guatemala - Claudia Herrera
- 2015:  Costa Rica - Jessica González

Miss Grand Internacional:
- 2014:  Chile - Karla Bovet

Miss Intercontinental:
- 2011:  México - Maritza León
- 2012:  Canadá - Kesiah Papsasin
- 2014:  Paraguay - Isabel Soloaga

Reina Hispanoamericana:
- 2014:  República Dominicana - Leslye Santos Vargas (Mejor Cabellera Sedal)

Miss Continente Americano:
- 2012:  Canadá - Kesiah Papsasin (Miss Simpatía)

Miss Italia nel Mondo:
- 2011:  Brasil - Vitória Machado Bisognin

Miss Global Internacional:
- 2014:  Bahamas - Sade Nataly Colebrook

Reinado Mundial del Banano:
- 2015:  República Dominicana - Leslye Santos Vargas

Reina Internacional del Arroz:
- 2014:  Argentina - María Fernanda Badaracco (3.ª finalista)

Reina Internacional del Joropo:
- 2014:  Argentina - María Fernanda Badaracco

Miss Trifino:
- 2013:  Nicaragua - Stefanía de Jesús Alemán

## Datos del concurso

### Regresos
- Chile (compitió por última vez en 2011)
- Japón (compitió por última vez en 1992)
- México (compitió por última vez en 2013)
- Nicaragua (compitió por última vez en 2006)
- Panamá (compitió por última vez en 2012)

### Retiros
- Aruba
- Ecuador
- España
- Estados Unidos

#### Durante el certamen
- Uruguay: Tathiana Georgelina Prisco Tarigo (Se retiró antes del evento de traje de baño por problemas de salud)

#### Antes de iniciar el certamen
- Filipinas: Parul Quitola Shah

### Reemplazos
- Honduras: María José Alvarado falleció en noviembre de 2014 fue reemplazada por Paola Sarras.